# Prisoja, Podgorica
Prisoja este un sat din municipiul Podgorica, Muntenegru. Conform datelor de la recensământul din 2003, localitatea are 29 de locuitori (la recensământul din 1991 erau 43 de locuitori).

## Demografie
În satul Prisoja locuiesc 29 de persoane adulte, iar vârsta medie a populației este de 57,3 de ani (54,0 la bărbați și 60,6 la femei). În localitate sunt 12 gospodării, iar numărul mediu de membri în gospodărie este de 2,42.
Această localitate este populată majoritar de sârbi (conform recensământului din 2003).
|  |

| Demografie | Demografie | Demografie |
| An         | Locuitori  | Locuitori  |
| ---------- | ---------- | ---------- |
|            |            |            |
|            |            |            |
|            |            |            |
|            |            |            |
| 1948       | 270        |            |
| 1953       | 292        |            |
| 1961       | 239        |            |
| 1971       | 136        |            |
| 1981       | 70         |            |
| 1991       | 43         | 42         |
| 2003       | 31         | 29         |

| \| Componența etnică conform recensământului din 2003[2] \| Componența etnică conform recensământului din 2003[2] \| Componența etnică conform recensământului din 2003[2] \| Componența etnică conform recensământului din 2003[2] \| Componența etnică conform recensământului din 2003[2] \| \| ----------------------------------------------------- \| ----------------------------------------------------- \| ----------------------------------------------------- \| ----------------------------------------------------- \| ----------------------------------------------------- \| \| \| \| \| \| \| \| Sârbi \| Sârbi \| \| 25 \| 86,2% \| \| Muntenegreni \| Muntenegreni \| \| 4 \| 13,79% \| \| necunoscută \| necunoscută \| \| 0 \| 0% \| |              |  |    |        |
| Componența etnică conform recensământului din 2003 |              |  |    |        |
| |              |  |    |        |
| Sârbi | Sârbi        |  | 25 | 86,2%  |
| Muntenegreni | Muntenegreni |  | 4  | 13,79% |
| necunoscută | necunoscută  |  | 0  | 0%     |